# Miloslav Bureš
Miloslav Bureš (*20. října 1930 - †26. října 1978) byl český hudebník a trumpetista.

## Život
Byl odchovancem Vlastimila Kloce. Od roku 1958 působil plných devět let v orchestru Karla Vlacha, s nímž také nahrál své první sólové snímky. Během angažmá ve Vlachově kapele si průběžně doplňoval odborné hudební vzdělání studiem na pražské konzervatoři, kterou absolvoval v roce 1966 ve třídě profesora Václava Junka. V té době už Burešovu trubku důvěrně znali posluchači rozhlasu i televizní diváci, když řada jeho instrumentálních nahrávek dosáhla nebývalé popularity, navzdory tehdy prudce stoupající oblibě vokálních sólistů. Dodnes je v živé paměti např. Burešova nahrávka Rossovy Večerky (Il Silenzio) z roku 1965. Následovaly další tituly, včetně skladeb domácích autorů, inspirovaných právě Burešovým interpretačním uměním a schopností dodat jim přesvědčivého výrazu. Do této kategorie v prvé řadě patři známé Vomáčkovy Gladioly.
Od přelomu let 1967/1968 účinkoval Bureš jako sólista v orchestru Berlínského rozhlasu řízeném Günterem Gollaschem. Autorita, s níž byl německými kolegy přijímán, se záhy odrazila i v pohostinském působení s dalšími tamními špičkovými tělesy, včetně orchestrů Waltera Eichenberga, Jürgena Hermanna, Siegfrieda Maie a v neposlední řadě i s vlastním studiovým ansámblem. (Výběr těchto nahrávek vydal v roce 1976 Supraphon pod názvem Kanasta).
Burešovou zásluhou zdomácněly v tehdejší NDR mnohé české populární písničky a nejedna z jeho Instrumentálních verzí tuzemských hitů připravila půdu pro pozdější spontánní přijetí jejich původních interpretů německými posluchači (platí to např. o Svobodově Yvettě v podáni Jiřího Korna).
Současně s touto činností využil Bureš každé příležitosti k účinkování doma, pravidelně se např. zúčastňoval nahrávání a koncertů interjazzového tělesa. V roce 1974 stál Bureš u zrodu Orchestru Čs. televize, v němž působil jako sólista až do své předčasné smrti.
Vedle už zmíněné Kanasty nahrál v Supraphonu další samostatná alba Serenády pro trubku a Věčné melodie. Byl též autorem několika melodií, jako jsou Chvíle k rozjímání, Mlhavé ráno, a zvláště Cesta poslední, známé mj. z vokální verze Karla Černocha.
Miloslav Bureš zemřel nečekaně 26. října 1978 ve věku osmačtyřiceti let.